# Ignatius Joseph Kasimo Hendrowahyono
Ignatius Joseph Kasimo Hendrowahyono (Yogyakarta, 10 april 1900 - Jakarta, 1 augustus 1986), ook bekend als I.J. Kasimo, was een Indonesisch politicus. 
I.J. Kasimo was in 1923 betrokken bij de oprichting van de "Javaanse Katholieke Politieke Vereniging" (Javaans: Pakempalan Politik Katolik Djawi (PPKD)). Ook zat hij in de Volksraad van Nederlands-Indië. De PPKD ontwikkelde zich na de Indonesische onafhankelijkheid tot de Katholieke Partij van Indonesië. Namens die partij was Kasimo minister van welvaart (handel en industrie) en voedselvoorraad (landbouw) in de kabinetten Hatta II en Soesanto en ook het noodkabinet dat volgde op de tweede politionele actie. Later was Kasimo nog minister van handel en industrie in het kabinet-Boerhanoeddin Harahap.
In 2011 werd Kasimo uitgeroepen tot Nationale held van Indonesië.